# Mount Sarnegor
Mount Sarnegor (bulgarisch връх Сърнегор wrach Sarnegor) ist ein 1150 m hoher und größtenteils vereister Berg auf der Brabant-Insel im Palmer-Archipel westlich der Antarktischen Halbinsel. In den Solvay Mountains ragt er 4,4 km südöstlich des Fleming Point, 2,77 km südlich der Veles Bastion, 6,32 km westlich des Mount Imhotep, 4,7 km nördlich bis östlich des Mount Aciar und 5,26 km ostnordöstlich des Devene Point auf. Seine südwestlichen und nordwestlichen Hänge sind steil und teilweise unvereist. Der Slatija-Gletscher liegt nördlich, der Rush-Gletscher südlich und das Aluzore Gap ostnordöstlich von ihm. Ein westlicher Ausläufer des Bergs bildet den Sidell Spur.
Britische Wissenschaftler kartierten ihn 1980 und 2008. Die bulgarische Kommission für Antarktische Geographische Namen benannte ihn 2015 nach der Ortschaft Sarnegor im Süden Bulgariens.